# Kfar-Haïm
Kfar-Haïm (hébreu : כְּפַר חַיִּים), est un moshav situé près de la ville de Netanya. Il est fondé en 1933 et compte quelque 400 habitants.
Kfar-Haïm vit de la culture de vergers, de plantes subtropicales et de fleurs.
Son nom rend hommage à Haïm Arlozoroff, assassiné la même année.